# ジョン・ガードナー (アメリカ合衆国の小説家)

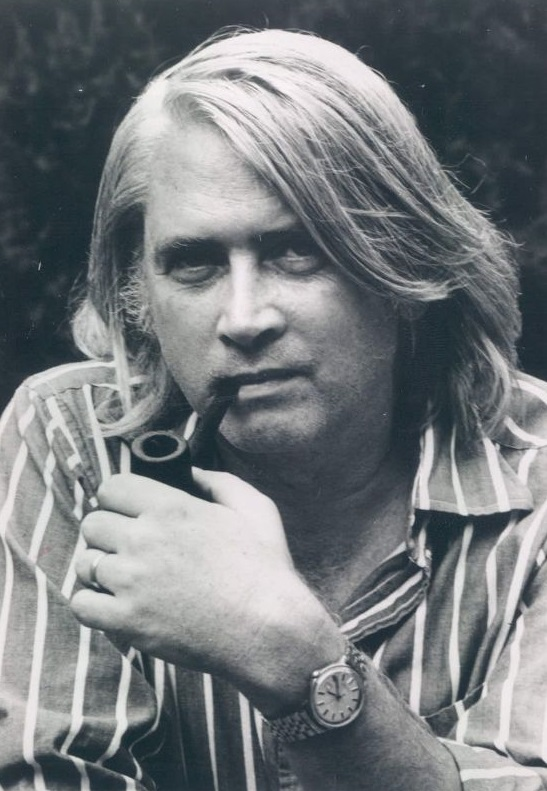
John Gardner (1979)

ジョン・ガードナー（John Gardner、1933年7月21日 - 1982年9月14日）は、アメリカの小説家。
ニューヨーク州立大学で古代中世英文学を教える。ペンシルベニア州サスケハナ郡の自宅から約3km離れた州道をオートバイで走行中、事故により死去。49歳没。

## 作品
- The Resurrection (1966)
- The Wreckage of Agathon (1970)
- Grendel (1971)
- The Sunlight Dialogues (1972) 「太陽の対話」（真野明裕訳）
- The Ravages of spring (1973) ファンタスティック・ストーリイズ誌4月号に掲載
- Jason and Medeia (1973)
- Nickel Mountain (1973) 「ニッケル・マウンテン」（田中西二郎訳）
- The King's Indian (1974) 「キングズ・インディアン」（宮本陽吉訳）
- October Light (1976) 「オクトーバー・ライト」（宮本陽一郎訳）
- In the Suicide Mountains (1977)
- DRAGON, DRAGON (1975)
- GUDGEKIN, THE THISTLE GIRL (1976)
- THE KING OF THE HUMMINGBIRDS (1977) 「光のかけら」（上2タイトルを含め絵本三冊分を全訳合本, ハヤカワ文庫FT32）（八木田宣子訳）
- A Child Bestiary (1977) 詩
- Freddy's Book (1980)
- The Art of Living and Other Stories (1981)
- Mickelsson's Ghosts (1982)